# Mattersburg (district)
Het politieke district Bezirk Mattersburg (Hongaars: Nagymartoni járás) in de Oostenrijkse deelstaat Burgenland bestaat uit de volgende gemeenten en plaatsen:
- Antau
- Bad Sauerbrunn
- Baumgarten
- Draßburg
- Forchtenstein
- Hirm
- Krensdorf
- Loipersbach im Burgenland
- Marz
- Mattersburg
  - Walbersdorf
- Neudörfl
- Pöttelsdorf
- Pöttsching
- Rohrbach bei Mattersburg
- Schattendorf
- Sieggraben
- Sigleß
- Wiesen
- Zemendorf-Stöttera
  - Stöttera
  - Zemendorf